# ワット・プラシーラッタナーマハータート (ロッブリー)

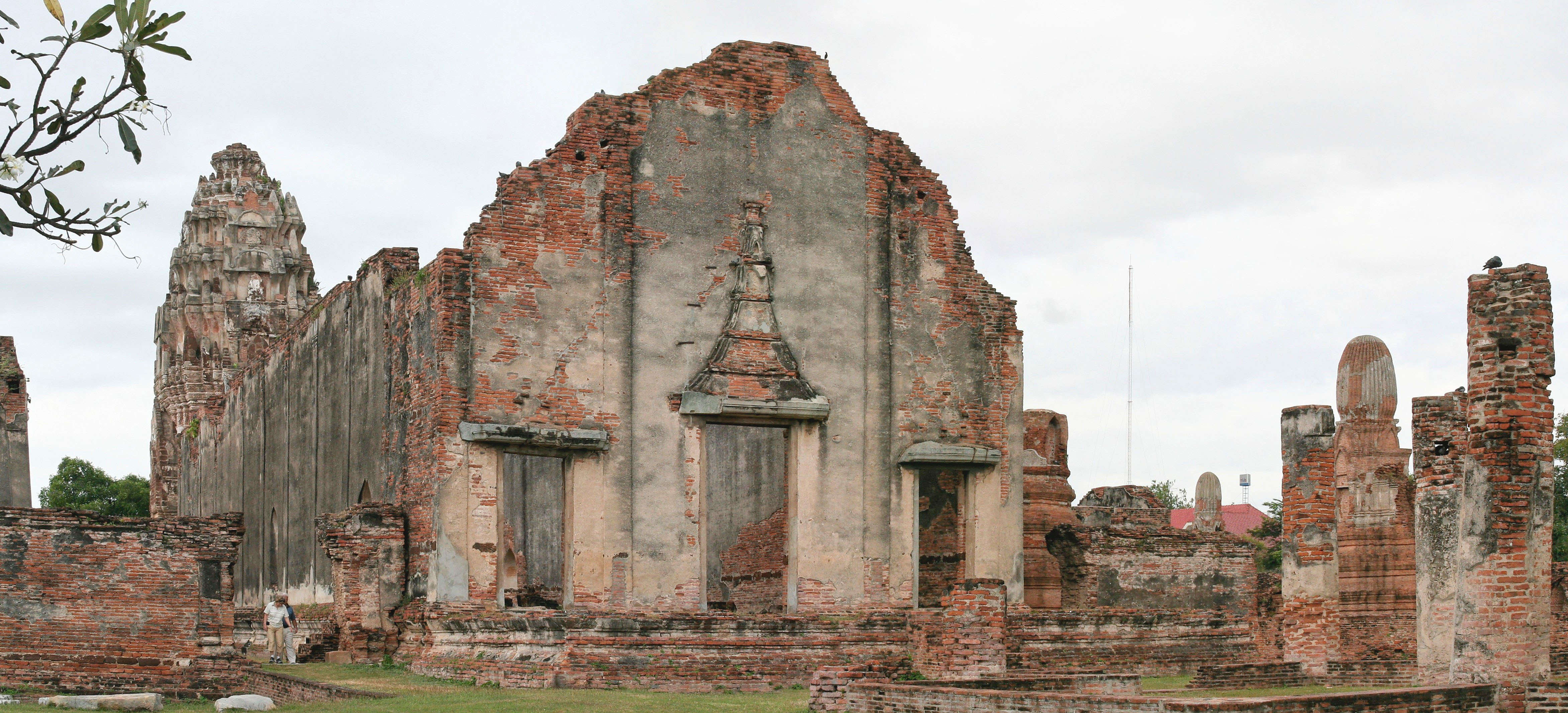
礼拝堂（ヴィハーン・ルアン）東正面

ワット・プラシーラッタナーマハータート (Wat Phra Sri Rattana Mahathat、タイ語: วัดพระศรีรัตนมหาธาตุ) は、タイの中部、ロッブリーにある仏教寺院（ワット、wat）遺跡である。

## 位置
ワット・プラシーラッタナーマハータートは、ロッブリー県の県庁所在地（ムアン）であるロッブリーの市内中心部にあるロッブリー駅の西側正面に位置する。

## 歴史
ワット・プラシーラッタナーマハータートが築かれた確かな年月は明らかでないが、クメール様式の中央の塔堂（プラーン、prang）は、おそらく12世紀に構築されたものと考えられる。
その後、時代とともに改修や増築が繰り返された。特に、17世紀のアユタヤの王ナーラーイ（在位1656-1688年）は、自身の住居である宮殿プラ・ナーラーイ・ラチャニウェートを寺院のすぐ近くに置くと、ワット・プラシーラッタナーマハータートに、特徴的なアーチ窓を備えた礼拝堂（ヴィハーン、Viharn
）を建立し、小形の塔堂や仏塔（チェーディー、chedi）を周囲に追加した。王ナーラーイの死後、ロッブリーは見捨てられ、寺院は廃墟と化した。

## 構成
寺院の敷地は、約3.2ヘクタール（20ライ、32,000平方メートル〈1ライは1,600平方メートル〉）の方形となる。敷地の中央部にはクメール建築様式による塔堂があり、西側の扉口に建物の特徴的な構造が見られる。北と南にはおそらく同じ基壇上に構築された2基の小形の塔堂があり、その壁面だけが現在も残存する。
塔堂は回廊 (Phra Rabieng) に囲まれており、基壇壁はほとんど見えない。回廊の東側には大きな礼拝堂（ヴィハーン・ルアン、Viharn Luang）が構築され、王ナーラーイ時代の建築に典型的な尖ったアーチをもつ窓がある。回廊と外周壁の間には、さらにスコータイ時代の塔堂およびいくつかの仏塔が散在する。
寺院の配置は、アユタヤのワット・プッタイサワンの原型とされる。そこは同様に構築された塔堂が回廊に囲まれており、その前後には礼拝堂がある。